# نقاش إصلاح الرعاية الصحية في الولايات المتحدة
يعدّ النقاش حول إصلاح الرعاية الصحية في الولايات المتحدة قضية سياسية تركز على زيادة التغطية الطبية، وخفض التكاليف، وإصلاح التأمين، وفلسفة توفيره، وتمويله، ومشاركة الحكومة.

## التفاصيل
سُن قانون حماية المرضى والرعاية ميسورة التكلفة (PPACA) في مارس 2010، خلال رئاسة باراك أوباما، الذي ركز بشدة على تحقيق إصلاح الرعاية الصحية خلال حملته الانتخابية.
في إدارة 2016، صرح الرئيس دونالد ترامب خلال الانتخابات بضرورة عمل نظام الرعاية الصحية وفقًا لمبادئ السوق الحرة. وأيد خطة من سبع نقاط لإصلاح الرعاية الصحية:
* إلغاء قانون أوباما كير للرعاية الصحية.
* تقليل الحواجز أمام بيع التأمين الصحي بين الولايات.
* تطبيق خصم ضريبي كامل لمدفوعات أقساط التأمين للأفراد.
* جعل حسابات الادخار الصحي قابلة للتوريث.
* فرض شفافية الأسعار.
* منح برنامج المساعدات الطبية (ميديكيد) للولايات على شكل منح إجمالية.
* السماح بمزيد من موردي الأدوية من الخارج من خلال خفض الحواجز التنظيمية.
كما اقترح أن تطبيق قوانين الهجرة يمكن أن يقلل من تكاليف الرعاية الصحية.
حاولت إدارة ترامب إلغاء قانون الرعاية الصحية الميسورة (ACA) واستبداله بسياسة رعاية صحية مختلفة (المعروفة بنهج الإلغاء والاستبدال)، لكنها لم تنجح أبدًا في تحقيق ذلك من خلال الكونغرس. انضمت الإدارة بعد ذلك إلى دعوى قضائية تسعى لإلغاء قانون قانون الرعاية الصحية الميسورة، ووافقت المحكمة العليا في بداية مارس 2020 على أنها ستنظر في القضية. وفقًا للجدول الزمني المعتاد، كان من المفترض أن تُسمع القضية في خريف 2020 ويُبت فيها في ربيع 2021. ومع ذلك، نظرًا لأن المحكمة العليا دخلت لاحقًا في فترة توقف استجابة لجائحة فيروس كورونا، فلم يكن واضحًا متى سيًنظر في القضية.

## نقاش التكلفة
بلغت تكاليف الرعاية الصحية في الولايات المتحدة حوالي 3.2 تريليون دولار أو ما يقرب من 10,000 دولار للشخص في المتوسط في عام 2015. تشمل الفئات الرئيسية للنفقات الرعاية في المستشفيات (32%)، وخدمات الأطباء والعيادات (20%)، والأدوية الموصوفة (10%). كانت تكاليف الولايات المتحدة في عام 2016 أعلى بكثير من دول منظمة التعاون الاقتصادي والتنمية الأخرى، إذ بلغت 17.2% من الناتج المحلي الإجمالي مقابل 12.4% من الناتج المحلي الإجمالي للبلد الأكثر تكلفة التالي (سويسرا). للمقارنة، فإن فرق 5% من الناتج المحلي الإجمالي يمثل حوالي 1 تريليون دولار أو 3,000 دولار للشخص.
تشمل بعض الأسباب العديدة المذكورة للفرق في التكلفة مع البلدان الأخرى: ارتفاع التكاليف الإدارية لنظام خاص مع عمليات دفع متعددة، وارتفاع تكاليف المنتجات والخدمات نفسها، ومزيج/حجم خدمات أكثر تكلفة مع توظيف أكبر للأخصائيين الأكثر تكلفة، والعلاج المكثف للمسنين المرضى جدًا مقابل الرعاية التلطيفية، وقلة التدخل الحكومي في التسعير، وارتفاع مستويات الدخل التي تزيد الطلب على الرعاية الصحية.
تعد تكاليف الرعاية الصحية محركًا أساسيًا لتكاليف التأمين الصحي، ما يخلق تحديات في القدرة على تحمل تكاليف التغطية لملايين العائلات. هناك نقاش مستمر حول ما إذا كان القانون الحالي (قانون الرعاية الميسورة/أوباماكير) والبدائل الجمهورية (قانون الرعاية الصحية الأمريكي AHCA وقانون تعديل وإصلاح الرعاية الصحية BCRA) كافية لمعالجة تحدي التكلفة.
تحملت الولايات المتحدة في عام 2009 أعلى التكاليف العالمية للرعاية الصحية نسبة إلى حجم الاقتصاد (الناتج المحلي الإجمالي)، مع وجود حوالي 50.2 مليون مواطن (ما يقارب 16% من تقديرات السكان في سبتمبر 2011 البالغة 312 مليون) بدون تغطية تأمينية. يرد بعض منتقدي الإصلاح بأن ما يقرب من أربعة من كل عشرة من هؤلاء غير المؤمن عليهم ينتمون لأسر يزيد دخلها عن 50,000 دولار سنويًا، لذا قد يكونون غير مؤمن عليهم طوعًا، أو أنهم اختاروا دفع تكاليف خدمات الرعاية الصحية على أساس «الدفع أولًا بأول».
يقترب ما يقدر بنحو 77 مليون من جيل طفرة المواليد من سن التقاعد، الأمر الذي، مع الزيادات السنوية الكبيرة في تكاليف الرعاية الصحية للفرد، سيضع ضغطًا هائلًا على ميزانيات الولايات والحكومة الفيدرالية في الولايات المتحدة. يعتمد الحفاظ على الصحة المالية طويلة الأمد للحكومة الفيدرالية الأمريكية بشكل كبير على السيطرة على تكاليف الرعاية الصحية.

## جودة الرعاية
هناك نقاش كبير حول جودة نظام الرعاية الصحية الأمريكي مقارنة بأنظمة البلدان الأخرى. ادعت منظمة أطباء من أجل برنامج صحة وطني، وهي مجموعة مناصرة سياسية، أن حل السوق الحرة للرعاية الصحية يقدم جودة رعاية أقل، مع معدلات وفيات أعلى، من الأنظمة الممولة حكوميًا. انتقدت المجموعة نفسها أيضًا جودة منظمات الحفاظ على الصحة والرعاية المدارة.
تدفع الولايات المتحدة ما يقرب من ضعف ما تدفعه البلدان الغنية الأخرى على الرعاية الصحية الشاملة للفرد الواحد وفقًا لتقرير صادر عن صندوق الكومنولث في عام 2015، إلا أن نتائج المرضى أسوأ. تمتلك الولايات المتحدة أدنى متوسط عمر متوقع بشكل عام، ومعدل وفيات الرضع هو الأعلى وفي بعض الحالات يصل إلى ضعف المعدل مقارنة ببلدان منظمة التعاون الاقتصادي والتنمية (OECD) الأخرى.
يسلط هذا التقرير الضوء أيضًا على بيانات تظهر أنه على الرغم من أن الأمريكيين لديهم واحدة من أدنى نسب المدخنين اليوميين، إلا أن لديهم أعلى معدل وفيات بسبب أمراض القلب، ومعدل سمنة أعلى بكثير، وعمليات بتر أكثر بسبب مرض السكري. تشمل القضايا الصحية الأخرى التي سُلط الضوء عليها، أن الأمريكيين الذين تزيد أعمارهم عن 65 عامًا لديهم نسبة أعلى من السكان الذين يعانون من حالتين مزمنتين أو أكثر والنسبة الأدنى من تلك الفئة العمرية التي تتمتع بصحة جيدة.
أفادت دراسة أجرتها منظمة الصحة العالمية في عام 2000 أن الأنظمة الممولة حكوميًا في الدول الصناعية تنفق أقل على الرعاية الصحية، سواء كنسبة من ناتجها المحلي الإجمالي أو للفرد الواحد، وتتمتع بنتائج رعاية صحية سكانية متفوقة. ومع ذلك، انتقد المعلق المحافظ ديفيد غراتزر ومعهد كاتو، وهو مركز أبحاث ليبرتاري، طريقة المقارنة التي تستخدمها منظمة الصحة العالمية لكونها متحيزة، إذ قيمت دراسة منظمة الصحة العالمية الدول سلبًا لوجود علاج صحي خاص أو قائم على الرسوم، وصنفت الدول بالمقارنة مع أداء الرعاية الصحية المتوقع منها، بدلًا من المقارنة الموضوعية لجودة الرعاية.
يقول بعض الباحثين الطبيين إن استطلاعات رضا المرضى هي طريقة ضعيفة لتقييم الرعاية الطبية. طلب باحثون في مؤسسة راند ووزارة شؤون المحاربين القدامى من 236 مريضًا مسنًا في خطتين مختلفتين للرعاية المدارة تقييم رعايتهم، ثم فحصوا الرعاية في السجلات الطبية، كما ورد في حوليات الطب الداخلي. لم يكن هناك ارتباط. قال المؤلف الرئيسي جون تي تشانغ من جامعة كاليفورنيا في لوس أنجلوس: «يسهل الحصول على تقييمات المرضى للرعاية الصحية والإبلاغ عنها، لكنها لا تقيس بدقة الجودة الفنية للرعاية الطبية».
أُبلغ عن خسائر صحية ناجمة عن عدم كفاية التأمين الصحي. وجدت دراسة أجرتها جامعة هارفارد في عام 2009 ونُشرت في المجلة الأمريكية للصحة العامة أكثر من 44,800 حالة وفاة زائدة سنويًا في الولايات المتحدة بسبب افتقار الأمريكيين للتأمين الصحي. وبشكل أوسع، قدّرت تحليلات أجريت عام 1997 إجمالي عدد الأشخاص في الولايات المتحدة، سواء كانوا مؤمنين أو غير مؤمن عليهم، الذين يموتون بسبب نقص الرعاية الطبية بما يقرب من 100,000 شخص سنويًا.
ناقشت مقالة من مجلة ذا بي إم جيه نُشرت عام 2007 بقلم ستيفي وولهاندلر وديفيد هيميلستاين بقوة بأن نموذج الرعاية الصحية في الولايات المتحدة يقدم رعاية أقل جودة بأسعار متضخمة، وذكرت أيضًا أن: «الأداء الضعيف للرعاية الصحية الأمريكية يُعزى مباشرة إلى الاعتماد على آليات السوق والشركات الربحية، وينبغي تحذير الدول الأخرى من هذا المسار».